# Saint-Martin-le-Vinoux
Saint-Martin-le-Vinoux is een gemeente in het Franse departement Isère (regio Auvergne-Rhône-Alpes). De gemeente maakt deel uit van het arrondissement Grenoble. Saint-Martin-le-Vinoux telde op 1 januari 2022 5.957 inwoners. 

## Geografie
De oppervlakte van Saint-Martin-le-Vinoux bedroeg op 1 januari 2022 10,06 vierkante kilometer; de bevolkingsdichtheid was toen 592,1 inwoners per km². De gemeente ligt in de agglomeratie van Grenoble aan de oever van de Isère.

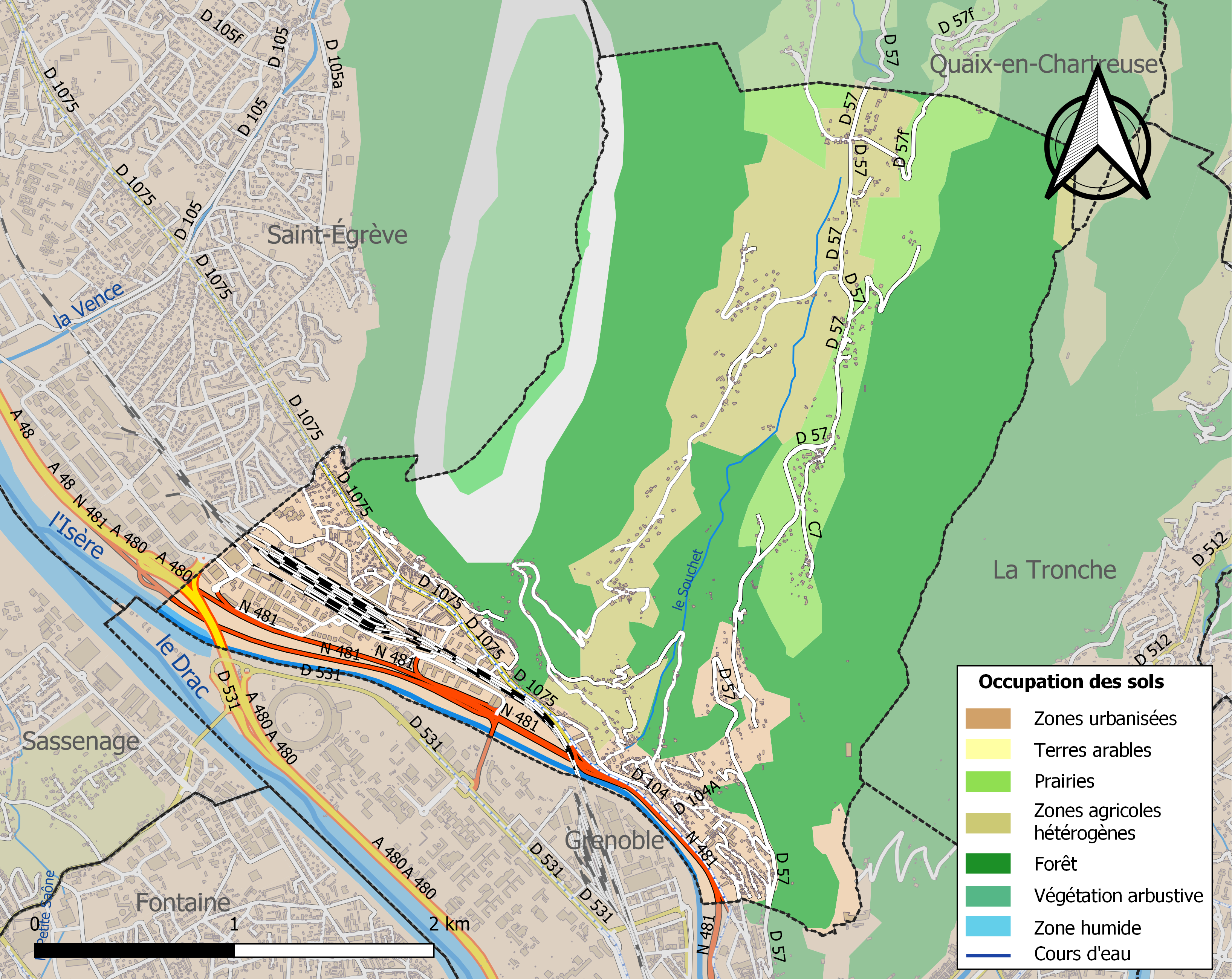
Kaart van de gemeente met de belangrijkste infrastructuur, bodemgebruik en omliggende gemeenten

## Demografie
Onderstaande figuur toont het verloop van het inwonertal (bron: INSEE-tellingen).